# Салинела (Палермо)
Салинела је насеље у Италији у округу Палермо, региону Сицилија.
Према процени из 2011. у насељу је живело 36 становника. Насеље се налази на надморској висини од 903 м.